# 1002
| 1002               |
| ------------------ |
| Dødsfald - Fødsler |
| • Begivenheder     |

| Gregoriansk kalender | 1002 MII                |
| Ab urbe condita      | 1755                    |
| Armensk kalender     | 451 ԹՎ ՆԾԱ              |
| Kinesiske kalender   | 3698 – 3699 辛丑 – 壬寅 |
| Etiopisk kalender    | 994 – 995               |
| Jødisk kalender      | 4762 – 4763             |
| Hindukalendere       |                         |
| - Vikram Samvat      | 1057 – 1058             |
| - Shaka Samvat       | 924 – 925               |
| - Kali Yuga          | 4103 – 4104             |
| Iransk kalender      | 380 – 381               |
| Islamisk kalender    | 392 – 393               |

Konge i Danmark: Svend Tveskæg 986/87-1014
Se også 1002 (tal)

## Begivenheder
- 13. november - Danemordet (også kaldet Massakren på Sankt Brictiusdag) hvor Ethelred 2. den Rådvilde får myrdet danere i England